# Ophelia (geslacht)
Ophelia is een geslacht kleine ringwormen uit de borstelwormenfamilie Opheliidae.

## Kenmerken
Volwassen borstelwormen van het geslacht Ophelia zijn enkele millimeters tot 55 millimeter groot. Ze kenmerken zich binnen de familie Opheliidae door eenvoudige kieuwen en ze hebben alleen in de achterste segmenten een groef aan de buikzijde. Net als bij het geslacht Travisia zijn de parapoden zeer klein en alleen rudimentair gevormd, zodat het lijkt of de borstelharen gelijk aan de lichaamswand vast zitten. Er is geen vernauwing in het thoracale gebied. Kenmerkend voor het geslacht is dat maar drie segmenten nefridia hebben.

## Soorten
De volgende soorten zijn bij het geslacht ingedeeld:
- Ophelia africana Tebble, 1953
- Ophelia agulhana Day, 1961
- Ophelia algida Maciolek & Blake, 2006
- Ophelia amoureuxi Bellan & Costa, 1988
- Ophelia anomala Day, 1961
- Ophelia ashworthi Fauvel, 1917
- Ophelia assimilis Tebble, 1953
- Ophelia aulogaster (Rathke, 1843)
- Ophelia barquii Fauvel, 1927
- Ophelia bicornis Savigny, 1822
- Ophelia bipartita Monro, 1936
- Ophelia borealis Quatrefages, 1866
- Ophelia bulbibranchiata Hartmann-Schröder & Parker, 1995
- Ophelia capensis Kirkegaard, 1959
- Ophelia celtica Amoureux & Dauvin, 1981
- Ophelia dannevigi Benham, 1916
- Ophelia denticulata Verrill, 1875
- Ophelia elongata Hutchings & Murray, 1984
- Ophelia formosa (Kinberg, 1866)
- Ophelia glabra Stimpson, 1853
- Ophelia kirkegaardi Intes & Le Loeuff, 1977
- Ophelia koloana Gibbs, 1971
- Ophelia laubieri Bellan & Costa, 1988
- Ophelia limacina (Rathke, 1843)
- Ophelia magna (Treadwell, 1914)
- Ophelia multibranchia Hutchings & Murray, 1984
- Ophelia neglecta Schneider, 1892
- Ophelia peresi Bellan & Picard, 1965
- Ophelia praetiosa (Kinberg, 1866)
- Ophelia profunda Hartman, 1965
- Ophelia pulchella Tebble, 1953
- Ophelia radiata (Delle Chiaje, 1828)
- Ophelia rathkei McIntosh, 1908
- Ophelia roscoffensis Augener, 1910
- Ophelia rullieri Bellan, 1975
- Ophelia simplex Leidy, 1855
- Ophelia translucens (Katzmann, 1973)
- Ophelia verrilli Riser, 1987

### Nomen dubium
- Ophelia appendiculata Grube, 1859 (nomen dubium)

### Synoniemen
- Ophelia acuminata => Ophelina acuminata Örsted, 1843
- Ophelia aulopygos Grube, 1866 => Ammotrypane aulopygos (Grube, 1866)
- Ophelia cluthensis McGuire, 1935 => Ophelia rathkei McIntosh, 1908
- Ophelia coarctata Milne Edwards, 1849 => Ophelia radiata (Delle Chiaje, 1828)
- Ophelia contractata => Ophelia radiata (Delle Chiaje, 1828)
- Ophelia eruciformis Johnston, 1865 => Ophelia limacina (Rathke, 1843)
- Ophelia mamillata Örsted, 1842 => Travisia forbesii Johnston, 1840
- Ophelia neapolitana Quatrefages, 1866 => Ophelia radiata (Delle Chiaje, 1828)
- Ophelia polycheles Grube, 1866 => Ammotrypane polycheles (Grube, 1866)
- Ophelia remanei Augener, 1939 => Ophelia rathkei McIntosh, 1908
- Ophelia taurica Bobretzky, 1881 => Ophelia limacina (Rathke, 1843)